# Absolutni debiutanci (film)
Absolutni debiutanci – brytyjski film muzyczny (musical rockowy) z 1986 roku, zrealizowany na podstawie powieści Colina MacInnesa.

## Obsada
- Patsy Kensit – Suzette
- Eddie O’Connell – Colin, fotograf/Narrator
- David Bowie – Vendice Partners
- Ray Davies – Arthur, ojciec Colina
- Mandy Rice-Davies – Flora
- Eve Ferret – Big Jill
- Tony Hippolyte – Pan Cool
- Graham Fletcher-Cook – Wizard
- Joe McKenna – Fabulous Hoplite
- Steven Berkoff – The Fanatic
- Sade Adu – Athene Duncannon
- Edward Tudor-Pole – Ed the Ted
- Bruce Payne – Flikker
- Alan Freeman – Call-Me-Cobber
- Anita Morris – Dido Lament
- Paul Rhys – Dean Swift
- Julian Firth – The Misery Kid
- Chris Pitt – Baby Boom
- Lionel Blair – Harry Charms, producent muzyczny
- Gary Beadle – Johnny Wonder
- Robbie Coltrane – Mario
- Jess Conrad – Cappuccino Man
- Smiley Culture – D.J. Entertainer
- Ronald Fraser – Amberley Drove
- Slim Gaillard – Piosenarka na imprezie
- Irene Handl – Pani Larkin
- Peter-Hugo Daly – Vern/Szczęki
- Amanda Jane Powell – Dorita
- Johnny Shannon – Saltzman
- Sylvia Syms – Cynthia Eve

## Fabuła
Londyn, lata 50. Colin, młody fotograf zakochuje się w Suzette – fryzjerce, która chciałaby zostać gwiazdą. Sprzeczki, ich kłótnie, rozstania i powroty są pretekstem do pokazania ery rock’n’rolla. Pewnego dnia Suzette wpada w oko przystojnemu projektantowi mody. Od tej pory jej życie zmienia się nie do poznania.